# Andreas Schmucker
Andreas Schmucker (* 1957 in Mannheim) ist ein deutscher Architekt.

## Leben
Schmucker kam als Sohn des deutschen Architekten Karl Schmucker in Mannheim zur Welt. Im Jahr 1982 erwarb er sein Architektur-Diplom  an der Hochschule Darmstadt. Nachdem sich sein Vater im Jahr 1989 aus dem Tagesgeschäft zurückgezogen hat, leitet Andreas Schmucker als geschäftsführender Gesellschafter die Schmucker & Partner Planungsgesellschaft mbH.

## Beruf
Schmucker entwarf die Pläne und leitet den Umbau des Mannheimer Ochsenpferchbunkers, in dem im Laufe des Jahres 2017 das Mannheimer Stadtarchiv endgültig seine neue Adresse haben wird und Büros, einen Lesesaal und Veranstaltungsräume bereithalten wird. Da die Betonwände des Bunkers bis zu 1,5 Meter stark sind und sich in diese nicht einfach benötigte Fensteröffnungen einbringen lassen, wird der Bunker nach Schmuckers Plänen aufgestockt. Des Weiteren wirkte Schmucker unter anderem am Umbau und an der Aufstockung des Mannheimer Rosengartens und an der Generalsanierung des Nationaltheaters Mannheim.